# DOQ Rioja
Rioja és una regió vinícola espanyola amb Denominació d’Origen Qualificada (considerada la més alta categoria dins de la regulació del vi espanyol). El vi de Rioja s’elabora amb raïm cultivat principalment en municipis de la pròpia Comunitat Autònoma de la Rioja. A més, també inclou alguns municipis de la Comunitat Autònoma de Navarra, de la província d’Àlaba i la part del municipi de Miranda d’Ebre (Burgos) anomenada El Ternero. La regió es divideix en tres subzones (Rioja Alta, Rioja Oriental i Rioja Alabesa).

## Història
Veure article principal Història del vi de la Rioja
El vi i els productors de vi de la Rioja foren, a principis del segle XX, uns dels pioners en la recerca de la distinció dels vins elaborats per zona. El 1902 els productors de la Rioja varen forçar un reial decret que definia el que podia ser designat vi de Rioja i les normes d’etiquetat.
El 1925 va néixer pel vi de Rioja el que fou el primer Consell Regulador de vi d’Espanya. Aquest fet va portar que el 1932 es crees un estatut del vi i les Denominacions d’Origen i altres zoes vinícoles espanyoles es poguessin establir com a DO.
El 1988, Espanya crea un sistema de Denominacions d’origen afí a aquells que ja s’estaven creant a Europa amb l’objectiu de promoure un sistema més o menys homogeni arreu del continent, així neix la possibilitat de les DOQ (DOCa en castellà), un esgraó per damunt de les DO. El 1991 Rioja obté el prestigi de DOCa. Aquesta categoria no ha estat obtinguda per cap altre regió vitícola espanyola fins a principis del segle XXI en que també es va atorgar a DOQ Priorat.
Entre el 2008 i el 2009 el Consell Regulador va autoritzar l’entrada de varietats tradicionals de la zona que fins al moment no estaven permeses (Maturana Blanca i Ull de llebre blanc) i 3 internacionals (Chardonnay, Sauvignon Blanc i Verdejo) com a varietats blanques i la Maturana negra com a varietat negra.
El 2017 la DO Rioja va incorporar els vins espumosos dins del plec de condicions. Aquests vins elaborats dins de la DO han de ser elaborats seguint el mètode tradicional d’elaboració de vins espumosos.

Subzones de producció

## Clima iterroir
La Do Rioja comprèn territoris compresos a la vall del Riu Ebre en els que s'assoleix una altitud màxima de 700msnm. En aquesta vall hi conflueixen el clima mediterrani i el clima atlàntic fet que fa que la pluviometria anual variï en funció de la subzona, essent molt superior als  400 L/m2 en el cas de les zones més atlàntiques i molt més inferior en les zones més meridionals.
Rioja Alta: Hi predominen els sòls argilo-calcaris i la varietat  Ull de Llebre. Aquesta zona es distingeix climàticament de les altres dues per més influència del clima atlàntic  que afavoreix una maduració més lenta degut a la menor insolació i la major fluctuació tèrmica del dia i la nit durant la maduració. Tradicionalment, son vins amb una major acidesa i tanicitat  fet que els fa ideals per llargs envelliments.En aquesta zona es troba el municipi d'Haro que és conegut com la capital del Rioja.
Comprèn termes municipals de La Rioja i Burgos: 
- La Rioja: Ábalos, Alesanco, Alesón, Anguciana, Arenzana de Abajo, Arenzana de Arriba, Azofra, Badarán, Bañares, Baños de Río Tobía, Baños de Rioja, Berceo, Bezares, Bobadilla, Briñas, Briones, Camprovín, Canillas de Río Tuerto, Cañas, Cárdenas, Casalarreina, Castañares de Rioja, Cellorigo, Cenicero, Cidamón, Cihuri, Cirueña, Cordovín, Cuzcurrita de Río Tirón, Daroca de Rioja, Entrena, Estollo, Ezcaray, Foncea, Fonzaleche, Fuenmayor, Galbárruli, Gimileo, Haro, Hervías, Herramélluri, Hormilla, Hormilleja, Hornos de Moncalvillo, Huércanos, Lardero, Leiva, Logroño, Manjarrés, Matute, Medrano, Nájera, Navarrete, Ochánduri, Ollauri, Rodezno, Sajazarra, San Asensio, San Millán de Yécora, San Torcuato, San Vicente de la Sonsierra, Santa Coloma, Sojuela, Sorzano, Sotés, Tirgo, Tormantos, Torrecilla sobre Alesanco, Torremontalbo, Treviana, Tricio, Uruñuela, Ventosa, Villalba de Rioja, Villar de Torre, Villarejo i Zarratón.

- Provincia de Burgos: Enclave del municipi de Miranda d'Ebre denominat El Ternero

Rioja Alabesa: continua predominant la influència del clima atlàntic i els sòls argilo-calcaris, tot i que hi ha una major insolació i per tant una menor acidesa dels vins que fa que els envelliments recomanats siguin inferiors. La densitat de plantació és inferior respecte a la Alta Rioja degut a que els sòls son més pobres. Aquesta subzona es troba de forma integra en la província basca d'Àlaba
- Provincia d'Àlaba: Baños de Ebro, Barriobusto, Cripán, Elciego, Elvillar, Labastida, Laguardia, Lanciego, Lapuebla de Labarca, Leza, Moreda de Álava, Navaridas, Oyón, Samaniego, Salinillas de Buradón, Villabuena de Álava i Yécora.

Rioja Oriental: aquesta zona gaudeix d'un clima sec i càlid (tendència mediterrània) que afavoreix una maduració molt més primerenca respecte a les altres subregions de la DOCa. Els sòls al·luvials i argilo-ferrosos. La varietat predominant és la garnatxa que dona llocs a vins joves frescos tant negres com rosats.
- La Rioja: Agoncillo, Aguilar del Río Alhama, Albelda, Alberite, Alcanadre, Aldeanueva de Ebro, Alfaro, Arnedillo, Arnedo, Arrúbal, Ausejo, Autol, Bergasa, Bergasillas Bajera, Calahorra, Cervera del Río Alhama, Clavijo, Corera, Cornago, El Redal, El Villar de Arnedo, Galilea, Grávalos, Herce, Igea, Lagunilla de Jubera, Leza de Río Leza, Molinos de Ocón, Murillo de Río Leza, Muro de Aguas, Nalda, Ocón (La Villa), Pradejón, Préjano, Quel, Ribafrecha, Rincón de Soto, Santa Engracia de Jubera (zona Nort), Santa Eulalia Bajera, Tudelilla, Villamediana de Iregua I Villarroya.
- Navarra: Andosilla, Aras, Azagra, Bargota, Mendavia, San Adrián, Sartaguda i Viana.

En tots els tres casos, existeix la denominació de “vinya singular” que comprèn un paratge amb un entorn i característiques singulars respecte als del seu entorn que fan que les característiques dels vins obtinguts en aquestes parcel·les sobresurtin respecte als del seu entorn.

## Viticultura i varietats admeses
El raïm de ceps de més de tres anys pot ser designat apte per a producció de vi DOCa Rioja. La DO estableix com a densitat de plantació mínima de 2.850 ceps per hectàrea i màxima de 10.000 ceps per hectàrea.
Els sistemes de conducció del cep autoritzats son la tradicional poda en vas. Tot i que també estan autoritzats altres sistemes més moderns com el doble cordó, la vara i polze, cordó simple i el doble Guyot per algunes varietats concretes.
El rec de supervivència està admès en la DO i la verema mecanitzada està admesa però desaconsellada.
Les varietats admeses son:
- Varietats negres: Ull de llebre, Garnatxa negra, Graciano, Carinyena i Maturana negra
- Varietats blanques: Macabeu, Garnatxa blanca, Malvasia, Maturana blanca, Ull de llebre blanc, Turruntés, Chardonnay, Sauvignon blanc i Verdejo.

## Àrea cultivada
La superfície conreada el 2018, en hectàrees, segons les varietats de raïm i per comunitats autònomes és la següent:
| Varietats         | La Rioja  | Àlaba     | Navarra  | Total de varietats per comunitats autònomes |
| ----------------- | --------- | --------- | -------- | ------------------------------------------- |
| Tempranillo       | 35.058,15 | 11.895,18 | 5.489,51 | 52.442,83                                   |
| Garnatxa          | 3.984,03  | 101.06    | 449,30   | 4.534,39                                    |
| Mazuelo           | 889,62    | 97,26     | 253,39   | 1.240,27                                    |
| Gracià            | 820,08    | 167,68    | 297,03   | 1.284,80                                    |
| Maturana tinta    | 140,78    | 22.29     | 18.51    | 181,58                                      |
| Altres Vermells   | 78,56     | 33,77     | 22.37    | 134,70                                      |
| Negre Total       | 40.971,22 | 12.317,24 | 6.530,11 | 59.818,57                                   |
| Viura             | 3.139,06  | 824,86    | 201,63   | 4.165,55                                    |
| Malvasía          | 101,82    | 21.29     | 10.66    | 133,76                                      |
| Garnatxa blanca   | 156,67    | 7,82      | 53.10    | 217,60                                      |
| Tempranillo blanc | 602,75    | 32.03     | 116,52   | 751,30                                      |
| Maturana blanca   | 33,84     | 0,22      | 0,99     | 35.06                                       |
| Verdejo           | 207,37    | 2.07      | 118,07   | 327,51                                      |
| Turruntés         | 5.08      | 0,01      | 0        | 5.09                                        |
| Chardonnay        | 112.03    | 6.16      | 31,98    | 150,18                                      |
| Sauvignon Blanc   | 161,84    | 16.03     | 21,74    | 199,60                                      |
| Altres blancs     | 34,75     | 1.12      | 0,69     | 36,56                                       |
| Blanc Total       | 4.555,22  | 911,60    | 555,39   | 6.022,21                                    |
| Varietats totals  | 45.526,43 | 13.228,83 | 7.085,50 | 65.840,77                                   |

Com es pot veure, el raïm negre representa el 90,85% i el raïm blanc el 9,15%.
El raïm negre es distribueix de la següent manera: Ull de llebre: 87,67%, Garnatxa: 7,58%, Carinyena: 2,07%, Graciano: 2,15%, Maturana tinta: 0,30% i altres: 0,23%.
El percentatge entre els blancs es determina de la següent manera: Viura: 69,17%, Malvasia: 2,22%, Garnatxa blanca: 3,61%, Tempranillo blanc: 12,48%, Maturana blanca: 0,58%, Verdejo: 5, 44%, Turrun: 0,08%, Chardonna: 0,08%, 2. i altres: 0,61%.

## Elaboració
Segons el Plec de condicions de la DO publicat el 4 de juliol de 2024 (BOE-A-2024-13649). Els rendiments de premsat no poden superar els 70 L per 100 Kg de raïm en el cas de vi tranquil i 62 L per 100 Kg en el cas de l’elaboració d’espumosos. Les premses continues no estan permeses per cap tipus de vi.
- Vins negres: en funció de la zona de producció, el seu grau alcohòlic mínim és 11.5 per la Rioja Alta i Alabesa o 12 en el cas de la Rioja oriental. El contingut en sulfurós en el moment de qualificació no pot superar els 100 mg/L. Per als vins negres s’admet la pràctica de la maceració carbònica per tal d’obtenir més extracció de color, mentre que pràctiques que impliquen escalfar el most amb el mateix objectiu queden prohibides. Per a la seva elaboració s'estableix que un mínim del 95% del raïm utilitzat ha de ser Ull de llebre, garnatxa negra, Graciano, Carinyena o Maturana negra.
- Vins blancs: en funció de la zona de producció, el seu grau alcohòlic mínim és 11 per la Rioja Alta i Alabesa o 11.5 en el cas de la Rioja oriental. El contingut en sulfurós en el moment de qualificació no pot superar els 150 mg/L.
- Vins rosats: en funció de la zona de producció, el seu grau alcohòlic mínim és 10.5 per la Rioja Alta i Alabesa o 11 en el cas de la Rioja oriental. El contingut en sulfurós en el moment de qualificació no pot superar els 150 mg/L. S'ha d'emprar un mínim del 25% del raïm de varietats d'Ull de llebre, Garnatxa negra, Carinyena, Maturana negra o Graciano.

Per vins blancs i rosats està permesa la fermentació en barrica com a pràctica enològica.
- Espumosos: Els espumosos elaborats segons la DOCa Rioja segueixen criteris molt similars a aquells establers per la DO Cava pel que fa la classificació del producte en funció dels sucres presents en el vi en el moment de venta. El temps mínim d’envelliment és de 15 mesos i la recol·lecció del raïm ha de ser a mà o a màquina només si es verema nocturna. Per als espumosos, s’accepta el terme Reserva si la criança sobre lies és mínim de 24 mesos i de "Gran anyada" per a envelliments sobre lies superiors als 36 mesos.

És important la petjada que en el passat va deixar el vi claret com a mètode tradicional d'elaboració del vi negre amb poc color a la Rioja. Actualment la seva elaboració sota la DO està prohibida.

## Classificació
La DOCa Rioja fou una de les pioneres a l'Estat en establir terminologia pels vins que han estat un temps en condicions controlades d’envelliment abans de ser venuts. Aquest fet va fer que moltes DO emulessin les condicions que aquesta plantejava pels seus vins.
- Criança: dos anys naturals en el cas de vins negres i 18 mesos en el cas de vins blancs i rosats. L’envelliment s’ha de fer en barriques de roure de 225 litres durant un mínim d’un any i 6 mesos per als blancs i rosats.
- Reserva: per a vins negres l’envelliment total entre ampolla i barrica ha de ser mínim de 36 mesos, essent 12 d’aquests mínim en barrica i 6 mínim en ampolla. Per a vins blancs i rosats l’envelliment ha de ser de mínim 24 mesos, dels quals 6 han de ser en barrica.
- Gran reserva: per a vins negres l’envelliment total entre ampolla i barrica ha de ser mínim de 60 mesos, essent 24 d’aquests mínim en barrica i 24 mínim en ampolla. Per a vins blancs i rosats l’envelliment ha de ser de mínim 48 mesos, dels quals 6 han de ser en barrica.

En qualsevol cas, està prohibit l'ús de dogues de fusta submergides en el vi per tal d'emular l'efecte de la criança en envases de fusta en el vi.

## Cultura

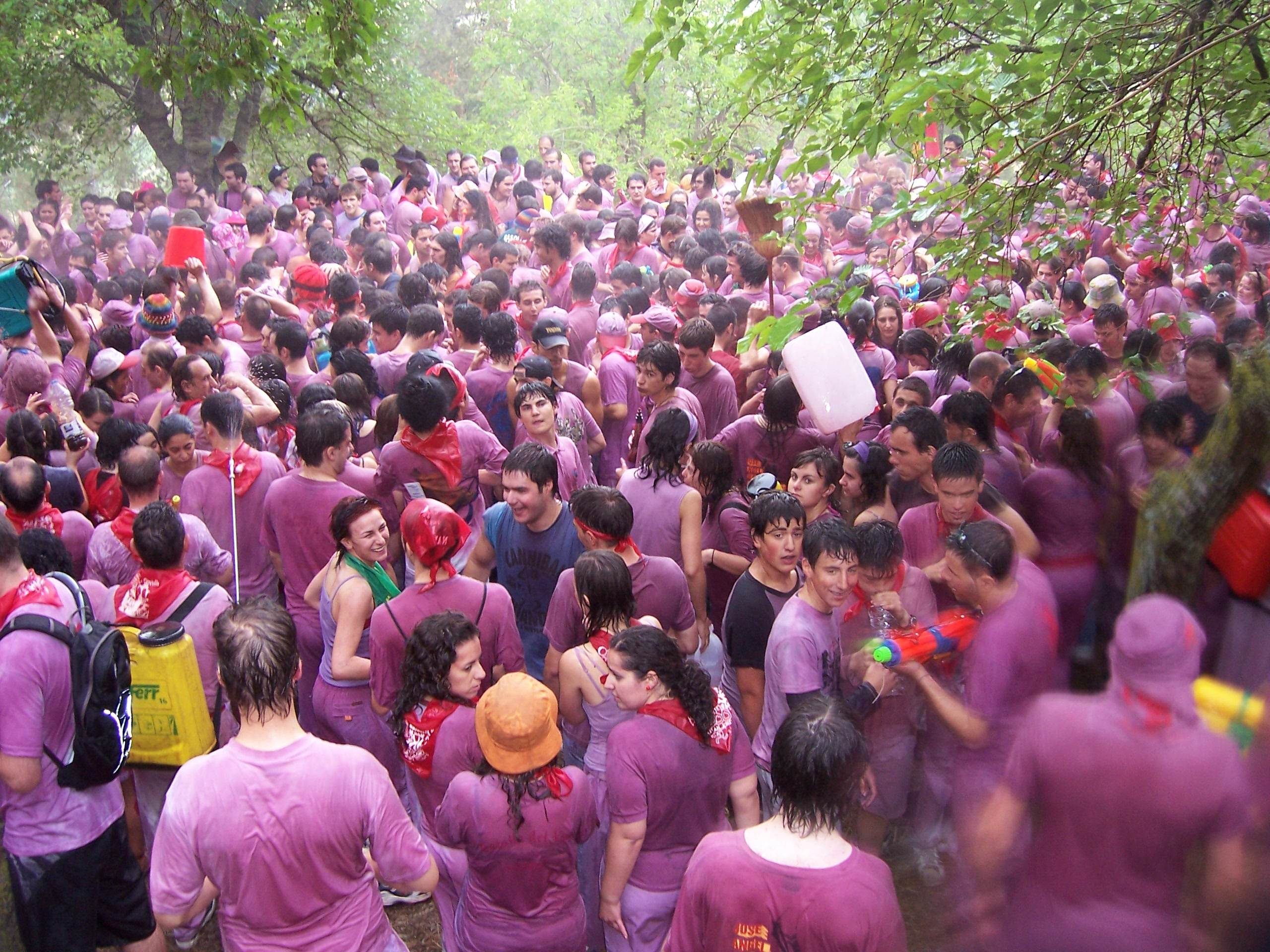
Els participants, banyats en vi, de la Batalla del Vi a Haro

A la ciutat d'Haro hi ha un Festival del Vi anual que destaca per la seva Batalla del Vi, on els participants celebren una mena de batalla gastronòmica amb vi.  El mateix passa a la Batalla del Clarete a San Asensio.